# Мошћаница
Мошћаница је насељено мјесто у граду Зеници, Босна и Херцеговина.

## Становништво
|           | 2013.        | 1991.         |
| Укупно    | 614 (100,0%) | 826 (100,0%)  |
| Бошњаци   | 613 (99,84%) | 784 (94,92%)1 |
| Муслимани | 1 (0,163%)   | –             |
| Срби      | –            | 39 (4,722%)   |
| Остали    | –            | 3 (0,363%)    |

1. 1 На пописима од 1971. до 1991. Бошњаци су пописивани углавном као Муслимани.